# Boehmeria polystachya
Boehmeria polystachya är en nässelväxtart som beskrevs av Hugh Algernon Weddell. Boehmeria polystachya ingår i släktet Boehmeria och familjen nässelväxter. Inga underarter finns listade i Catalogue of Life.